# Robert Hassell (Schwimmer)
Robert Harry Hassell (* 13. August 1876 in Bermondsey; † 13. Juli 1947 in Forest Hill) war ein britischer Schwimmer und Wasserballspieler.

## Karriere
Hassell begann seine Schwimmkarriere zunächst auf Sprintdistanzen, bevor er sich längeren Strecken zuwandte. 1908 nahm er an den Olympischen Spielen in London teil. Im Wettbewerb über 1500 m Freistil erreichte er hier den dritten Rang des fünften Vorlaufes.
Neben dem Schwimmsport war er auch im Wasserball aktiv.